# Donji Davidovići
Pour les articles homonymes, voir Davidovici (homonymie).
Donji Davidovići (en serbe cyrillique : Доњи Давидовићи) est un village de Bosnie-Herzégovine. Il est situé dans la municipalité de Bileća et dans la république serbe de Bosnie. Selon les premiers résultats du recensement bosnien de 2013, il compte 22 habitants.

## Démographie

### Évolution historique de la population dans la localité
| 1948 | 1953 | 1961 | 1971 | 1981 | 1991 | 2013 |
| ---- | ---- | ---- | ---- | ---- | ---- | ---- |
| 253  | 248  | 237  | 199  | 133  | 112, | 22   |

|  |